# Чакитаури
Чакитаури (груз. ჩაკიტაური) — село в Грузии, на территории Чохатаурского муниципалитета края (мхаре) Гурия.

## География
Село находится в западной части Грузии, на правом берегу реки Супсы, на расстоянии приблизительно 15 километров (по прямой) к востоко-юго-востоку от посёлка городского типа Чохатаури, административного центра муниципалитета. Абсолютная высота — 401 метр над уровнем моря.

## Население
По результатам официальной переписи населения 2014 года, в Чакитаури проживало 79 человек (40 мужчин и 39 женщин). В национальной структуре населения грузины составляли 100 %.
| Год  | Население, человек |
| ---- | ------------------ |
| 2002 | 102                |
| 2014 | ↘ 79               |